# Hypoestes fastuosa
Hypoestes fastuosa är en akantusväxtart som beskrevs av Robert Brown. Hypoestes fastuosa ingår i släktet Hypoestes och familjen akantusväxter. Inga underarter finns listade i Catalogue of Life.